# 費氏舌鰨
費氏舌鰨，又名淡水比目魚，為輻鰭魚綱鰈形目鰨亞目舌鰨科的其中一種，為熱帶淡水魚，分布於亞洲婆羅洲、蘇門答臘、柬埔寨淡水流域，體長可達25公分，棲息在溪流底層水域，以底棲性無脊椎動物為食，生活習性不明。

## 扩展阅读
維基物種上的相關：費氏舌鰨